# Болл, Джон (священник)
Джон Болл (англ. John Ball; 1338, Сент-Олбанс, Хартфордшир — 15 июля 1381, Ковентри, Уэст-Мидлендс) — английский священник-лоллард, проповедник социального равенства. Часто считается, что он распространял религиозные доктрины Джона Уиклифа, но Болл был замечен в «проповедовании веры, несогласной с верой Церкви» десятилетием раньше, чем Уиклиф стал известен. В своих проповедях Болл цитировал «Видение Петра Пахаря», поэму его современника Уильяма Лэнгленда. Ряд исследователей полагает, что Лэнгленд действительно мог вдохновляться схожими идеями.

## Биография
Джон Болл родился в Сент-Олбансе (графство Хартфордшир), Добсон о его месте рождения и вовсе не упоминает, ограничиваясь лишь утверждением, что «очень мало известно о его карьере». Сведения о его жизни вообще происходят из крайне враждебных ему источников. Согласно Уолсингему, сам себя Болл называл «Священник церкви Святой Марии в Йорке» («Seynte Marie prest of York»). Позднее, с приходом Чёрной смерти, переехал в Норвич и затем в Колчестер, затем вёл жизнь бродячего проповедника без прихода. К бедствию чумы в эти годы прибавились тяжёлые налоги, необходимые для ведения Столетней войны с Францией, и сокращение населения вдвое привело лишь к росту этих платежей.
Конфликт с Симоном Садбери, архиепископом Кентерберийским, привёл к тому, что Болл, вероятно, был отлучён, и с 1366 года его проповеди было запрещено слушать, также он неоднократно попадал в тюрьму за ересь. Эти меры, однако, не смягчили его взглядов и не уменьшили его популярности. Болл проповедовал возле церквей после служб, причём на понятном всем прихожанам английском языке, а не по-латыни, как священники. Таким образом он выступил, к примеру, в городках Ashen, Billericay, Bocking, Braintree, Cressing Temple, Dedham, Coggeshall, Fobbing, Goldhanger, Great Baddow, Little Henny, Stisted и Waltham в графстве Эссекс. «Направляя Библию против Церкви» (англ. using the bible against the church), он восставал против самых основ общества.

### Восстание Уота Тайлера

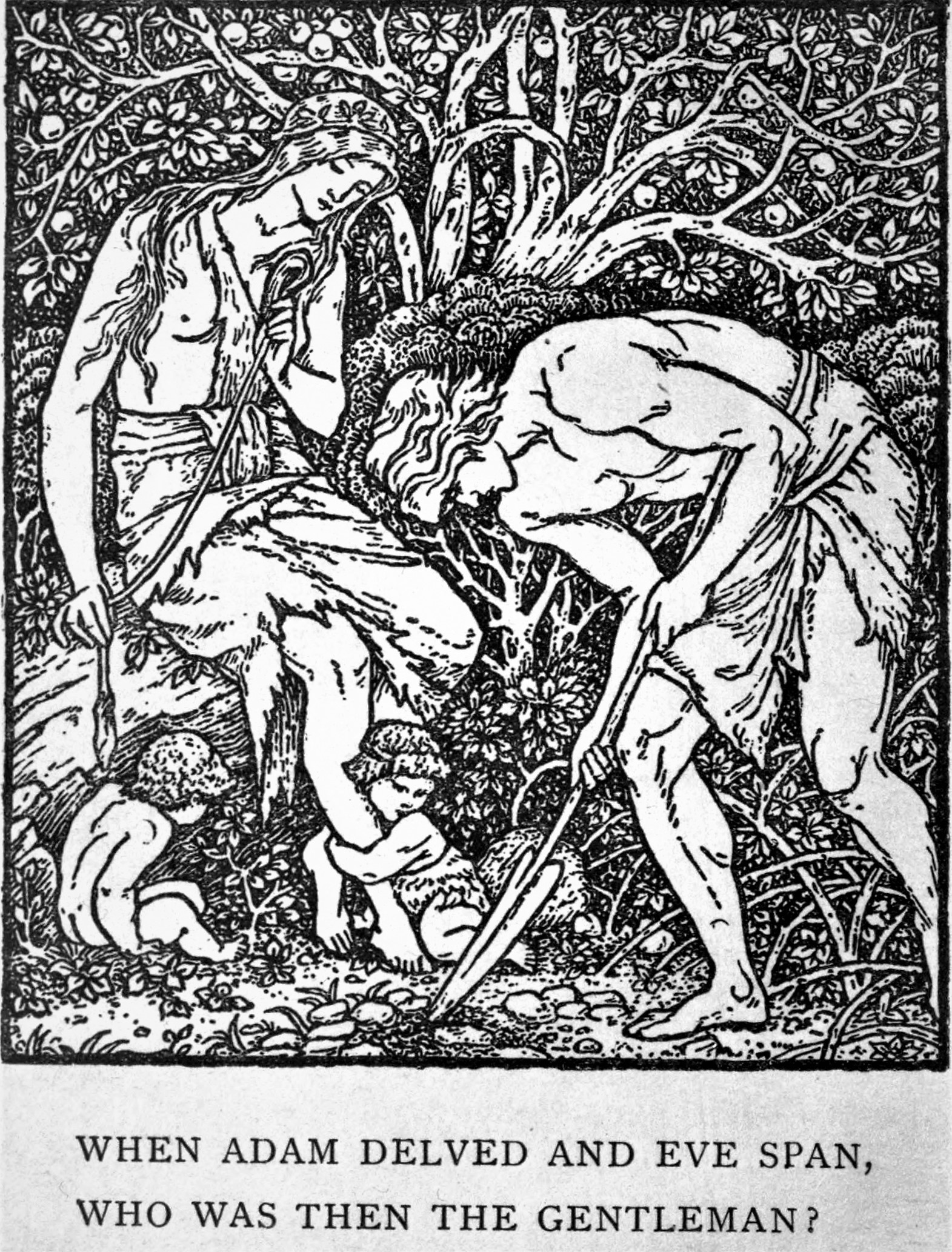
Иллюстрация с титульного листа книги Уильяма Морриса «Мечта Джона Болла» (1888)

Когда в 1381 году началось восстание Уота Тайлера, Болл сидел в тюрьме в Мейдстоне (Кент) и был освобождён повстанцами. В Блэкхите он произнёс перед ними проповедь, где были знаменитые слова: «Когда Адам пахал, а Ева пряла, кто дворянином был тогда?» (англ. When Adam delved and Eve span, Who was then the gentleman?) Он провозгласил, что рабство (в библейском контексте; в контексте Англии bondage — крепостное право) неестественно, а все люди созданы Богом равными, призвал свергнуть рабство и установить свободу (liberty). Пересказанный выше фрагмент из его речи по-английски:
When Adam delved and Eve span, Who was then the gentleman? From the beginning all men by nature were created alike, and our bondage or servitude came in by the unjust oppression of naughty men. For if God would have had any bondmen from the beginning, he would have appointed who should be bond, and who free. And therefore I exhort you to consider that now the time is come, appointed to us by God, in which ye may (if ye will) cast off the yoke of bondage, and recover liberty.

### Плен, суд и смерть
После победы над восставшими Болл был взят в плен в Ковентри, предан суду (на котором ему, в отличие от многих, позволили говорить) и четвертован в Сент-Олбансе 15 июля 1381 года в присутствии короля Ричарда II. Его голова была надета на пику и выставлена на Лондонском мосту, а части тела были доступны для всеобщего обозрения в четырёх других городах.

## В культуре

### В литературе
- Болл упоминается в 793 строке поэмы «Глас вопиющего» Джона Гауэра:

Ball was the preacher, the prophet and teacher, inspired by a spirit of hell,

And every fool advanced in his school, to be taught as the devil thought well.
- Болл выведен персонажем в анонимной пьесе «Жизнь и смерть Соломенного Джека» (англ. The Life and Death of Jack Straw), изданной в Лондоне в 1593 году. Пьеса показывает события крестьянского восстания Уота Тайлера, фигурирующий в ней Соломенный Джек (Джек Строу) — то ли один из лидеров восстания, то ли псевдоним Уота Тайлера или Джона Уорва[12][комм. 1].
- В Действии V Явлении 1 «Гамлета» Первый Могильщик (First Clown) выворачивает тему «When Adam delved and Eve span, Who was then the gentleman?» наизнанку, говоря, что во времена Адама были только джентльмены:

First Clown: …There is no ancient gentleman but gardeners, ditchers, and grave-makers: they hold up Adam’s profession.
Second Clown: Was he a gentleman?
First Clown: He was the first that ever bore arms.
Second Clown: Why, he had none.
First Clown: What, art a heathen? How dost thou understand the Scripture? The
Scripture says 'Adam digged:' could he dig without arms?

Подстрочный перевод:

Первый Могильщик: Нет старше джентльменов, чем садовники, землекопы да могильщики: их занятие восходит к Адаму.
Второй могильщик: Адам был джентльмен?
Первый могильщик: Он первый носил оружие.
Второй могильщик: Не может быть!
Первый могильщик: Святые небеса! Ты, что ли, совсем не кумекаешь в Писании? Там сказано: "Адам копал: ", а как он мог копать без рук?
(игра слов: arms и оружие, и руки — прим. перев.)

- Уильям Моррис написал рассказ «Два отрывка из Джона Болла» (англ. Two extracts from a dream of John Ball), вышедший в журнале «Commonweal» в ноябре 1886 — феврале 1887 и изданны книгой в 1888 году.
- Фигурирует в историческом романе русской советской писательницы Зинаиды Шишовой «Джек-Соломинка» (1943).
- Джон Болл неоднократно упомянут в серии романов «Король былого и грядущего» (англ. The Once and Future King) Ти Эйч Уайта, главным образом, в четвёртой книге «Свеча на ветру» (англ. The Candle in the Wind). В последней, 14-й, главе Король Артур размышляет о своей неудачной попытке объединить Англию и пытается понять, какие силы заставляют человечество воевать, а «коммунизм» Джона Болла называет вдохновителем последователей Мордреда.
- Джон Болл фигурирует в историческом романе «Katherine» (Anya Seton, 1954).
- В романе 2002 года (получившем Медаль Джона Ньюбери) Криспин: свинцовый крест (англ. Crispin: The Cross of Lead) Болл помогает персонажу по имени Медведь в ходе восстания Уота Тайлера.
- Строчка «When Adam delved and Eve span, Who was then the gentleman?» — эпиграф к роману Зэди Смит «NW» (2012).

### Топонимы
- Крутой холм в Лестершире между Shearsby и Husbands Bosworth в обиходе называют холмом Джона Болла.
- Башня англиканской церкви в Thaxted (Эссекс) была посвящена Джону Боллу викарием этой церкви Conrad Noel (1910—1942), который придерживался социалистических взглядов.

### Прочее
- Английский песнописец Sydney Carter написал песню 'Sing John Ball', которую регулярно исполняют различные фолк-коллективы.
- В местной газете The Bedfordshire on Sunday еженедельно выходит колонка под заглавием «Дневник Джона Болла» (англ. John Ball’s Diary), описывающая текущие события в офисе газеты.

## Комментарии
1. ↑  Delved meaning dug the fields, and span meaning spun fabric (or flax).

1. ↑  В хрониках Томаса Уолсингема подчёркивается роль «Джека Строу», и также он упоминается у Фруассара, хотя их современник Генри Найтонский указывает, что это был лишь псевдоним; другие хронисты не упоминают это имя вовсе. Историк Фридрих Бри в 1906 году издал статью, отрицающую существование подобной личности. В современном научном сообществе принято считать, что предводителем был Тайлер, а существование иного лидера, подобного «Джеку Строу», сомнительно[12][13][14].